# Sosnowica (województwo lubelskie)
Sosnowica – wieś (dawniej miasto) w Polsce położona w województwie lubelskim, w powiecie parczewskim, w gminie Sosnowica. Leży w obrębie Równiny Łęczyńsko-Włodawskiej, nad Piwonią. 
Miejscowość jest sołectwem, siedzibą gminy Sosnowica. Według Narodowego Spisu Powszechnego z roku 2011 wieś liczyła 685 mieszkańców
W 1685 roku Sosnowica uzyskała prawa miejskie, nadane przez króla Jana III Sobieskiego na wniosek miecznika Racławskiego Oktawiana Sosnowskiego. Sosnowica uzyskała lokację miejską przed 1790 rokiem. Prawa miejskie do 16 lipca 1822. 

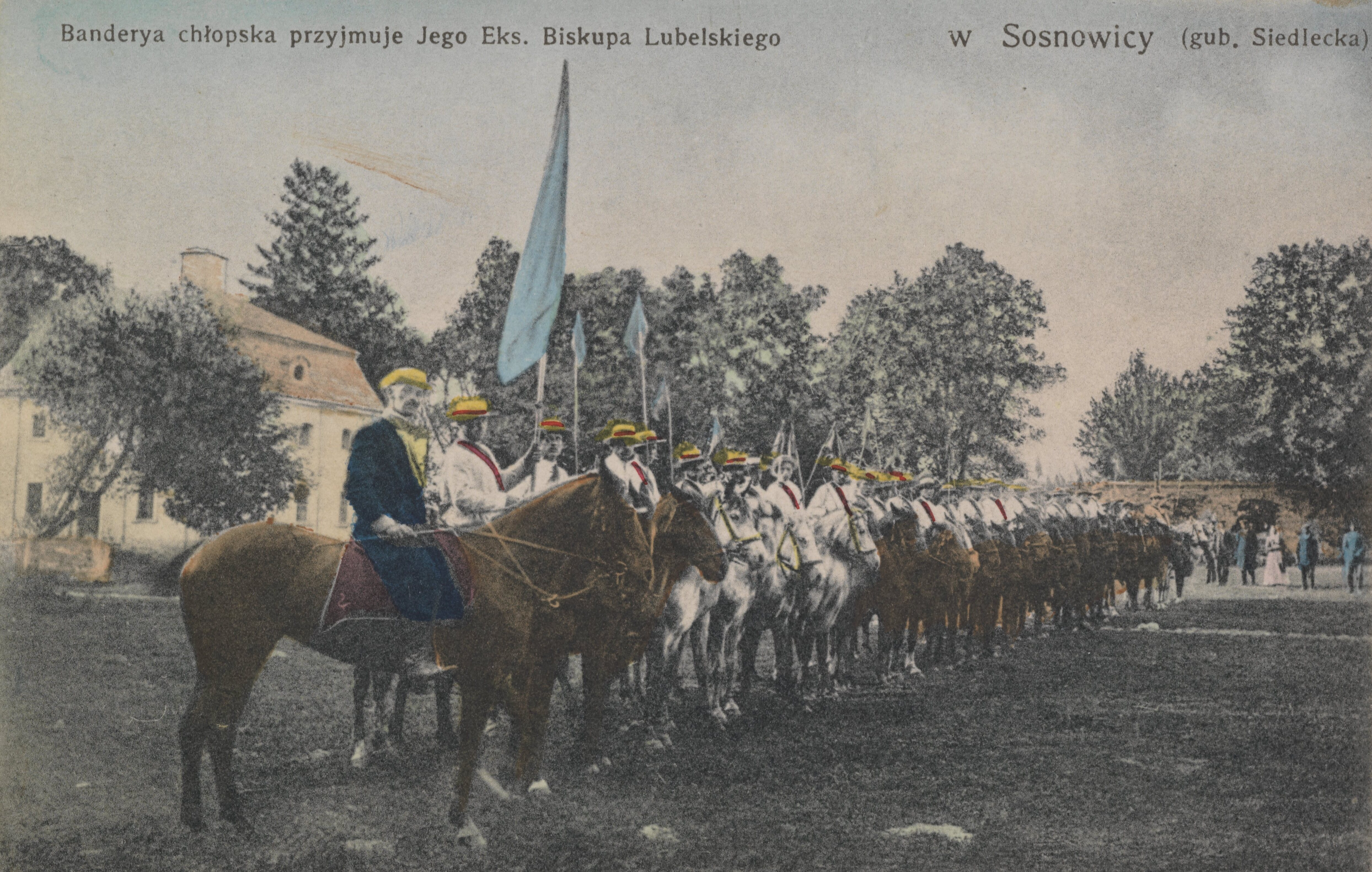
Banderia chłopska przyjmuje Jego Eks. Biskupa Lubelskiego w Sosnowicy, 1905-1906
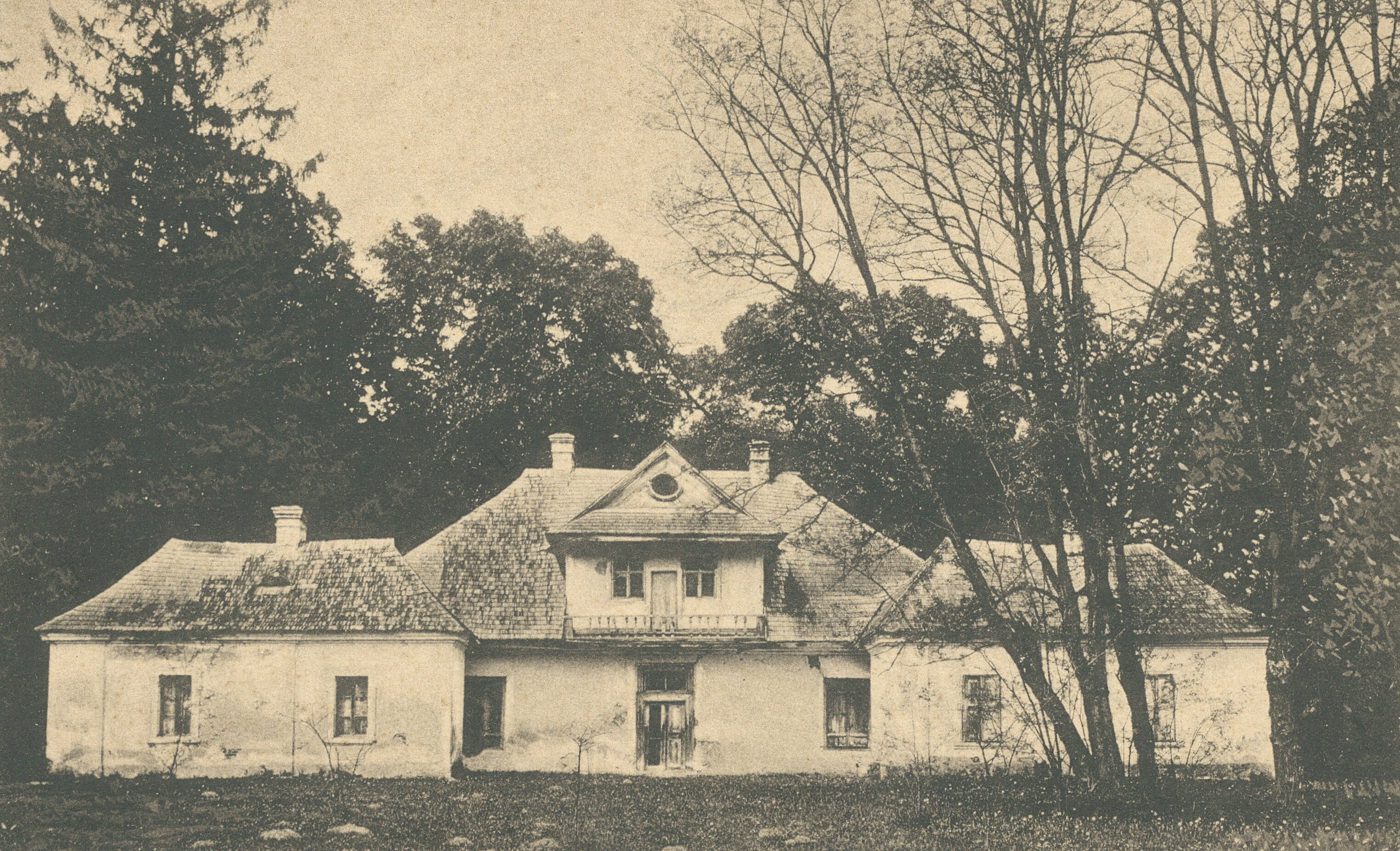
Stary dwór w Sosnowicy, 1915

Przez wieś biegnie 819 jako ulice: Parczewska i Wojska Polskiego oraz wpadająca w nią na skraju miejscowości droga wojewódzka nr 820 820 (ulica Łęczyńska).
Pierwsze wzmianki o Sosnowicy pochodzą z lat 40. XV w. Z miejscowością związany był ród Sosnowskich herbu Nałęcz ruskiego pochodzenia. Okolice Sosnowicy od średniowiecza należały do Ziemi chełmskiej i dzieliły losy ówczesnego powiatu chełmskiego, znajdując się najpierw w zaborze austriackim, a po likwidacji Księstwa Warszawskiego – w rosyjskim. Od 1867 r. wchodziła w skład gminy Turno w ówczesnym powiecie włodawskim. W okresie międzywojennym gmina ta należała do województwa lubelskiego, zmieniając się w roku 1927 w gminę Wołoskowola, której siedzibą Sosnowica stała się na okres 1947–1954. Następnie gromada Sosnowica weszła w skład powiatu parczewskiego. W latach 1975–1998 miejscowość położona była w województwie chełmskim.
We wsi znajdują się: kościół parafii rzymskokatolickiej Trójcy Świętej, cerkiew prawosławna pw. Świętych Apostołów Piotra i Pawła i cmentarz prawosławny, należące do parafii w Horostycie oraz siedziba Nadleśnictwa Parczew.
Jedną z atrakcji turystycznych jest tzw. Dworek Kościuszki, wpisany do rejestru zabytków.

## Tadeusz Kościuszko w Sosnowicy
W 1775 roku przybył do Sosnowicy, po pobycie we Francji, Tadeusz Kościuszko. Był nauczycielem rysunku, malarstwa, matematyki, historii dla córek hetmana polnego litewskiego Józefa Sylwestra Sosnowskiego: Katarzyny i Ludwiki Sosnowskich. Przekształcił stary sosnowicki park w nowoczesny ogród. Zakochał się z wzajemnością w Ludwice, jednak hetman Sosnowski zdecydowanie odmówił małżeństwa córki z ubogim Kościuszką. Tadeusz usiłował porwać Ludwikę Sosnowską aby poślubć ją w wiejskim kościółku. Ucieczka nie udała się. Wyjechał następnie do Ameryki Północnej.

Zabytki
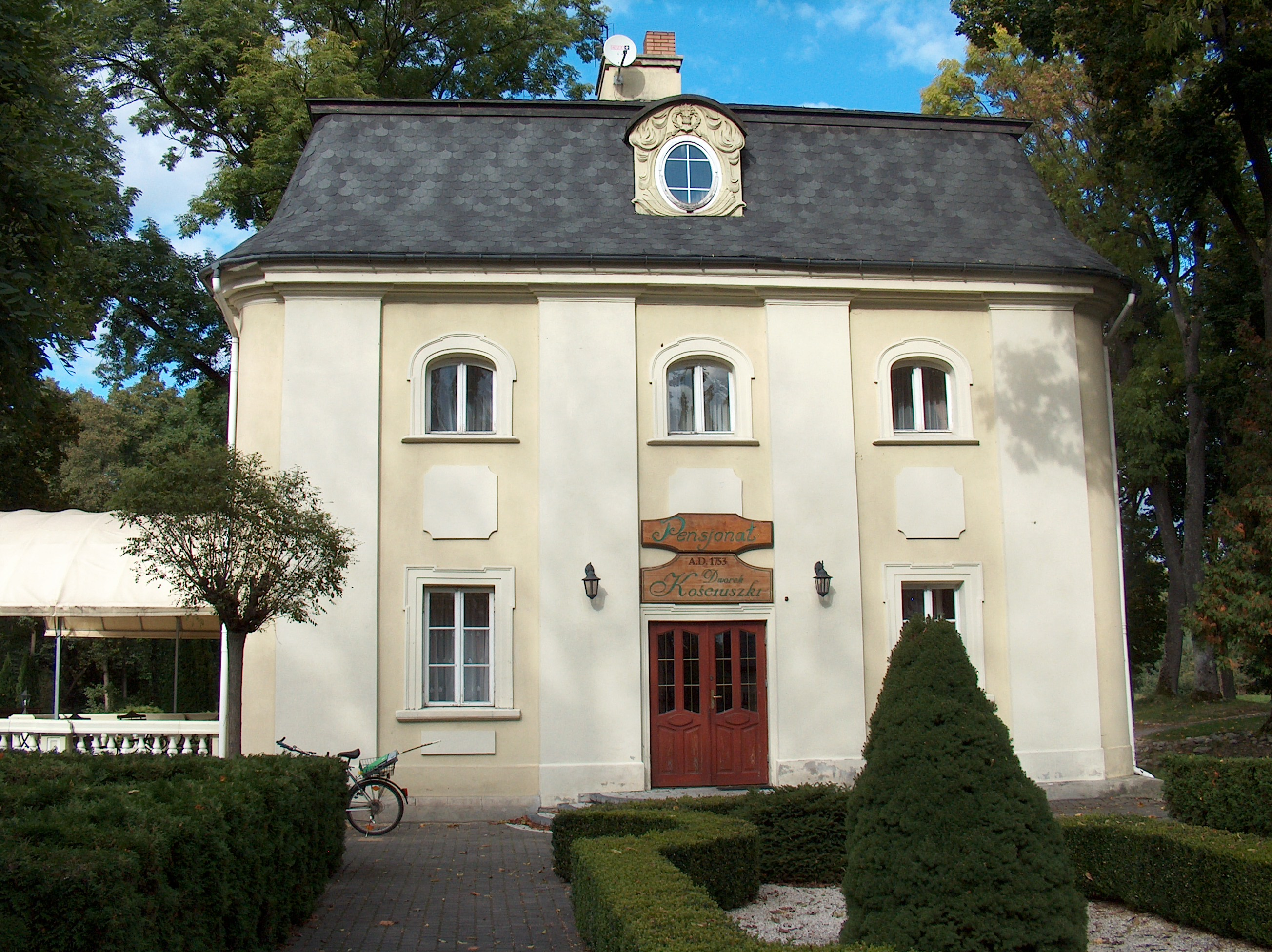
Dworek Kościuszki
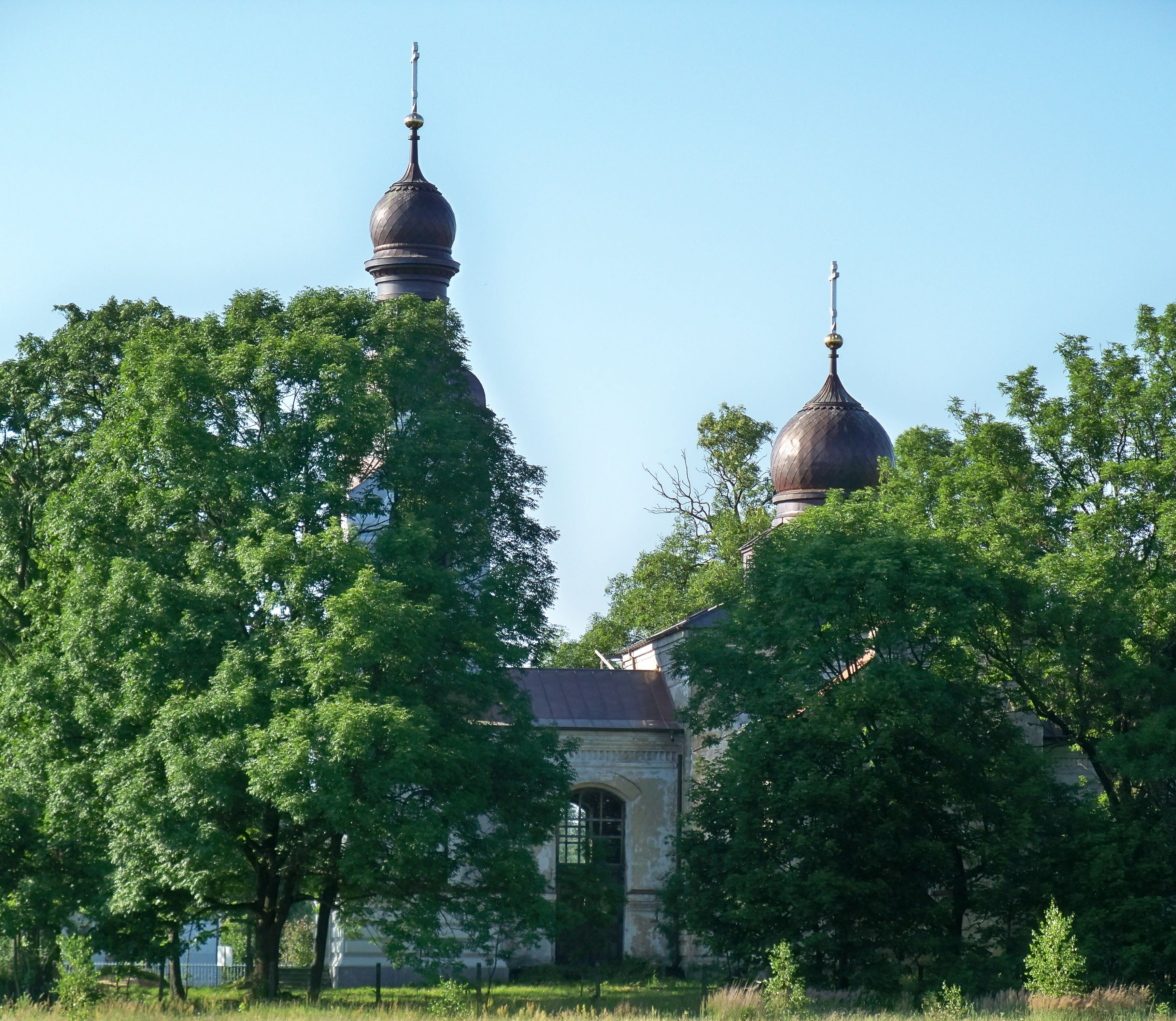
Cerkiew św. Apostołów Piotra i Pawła
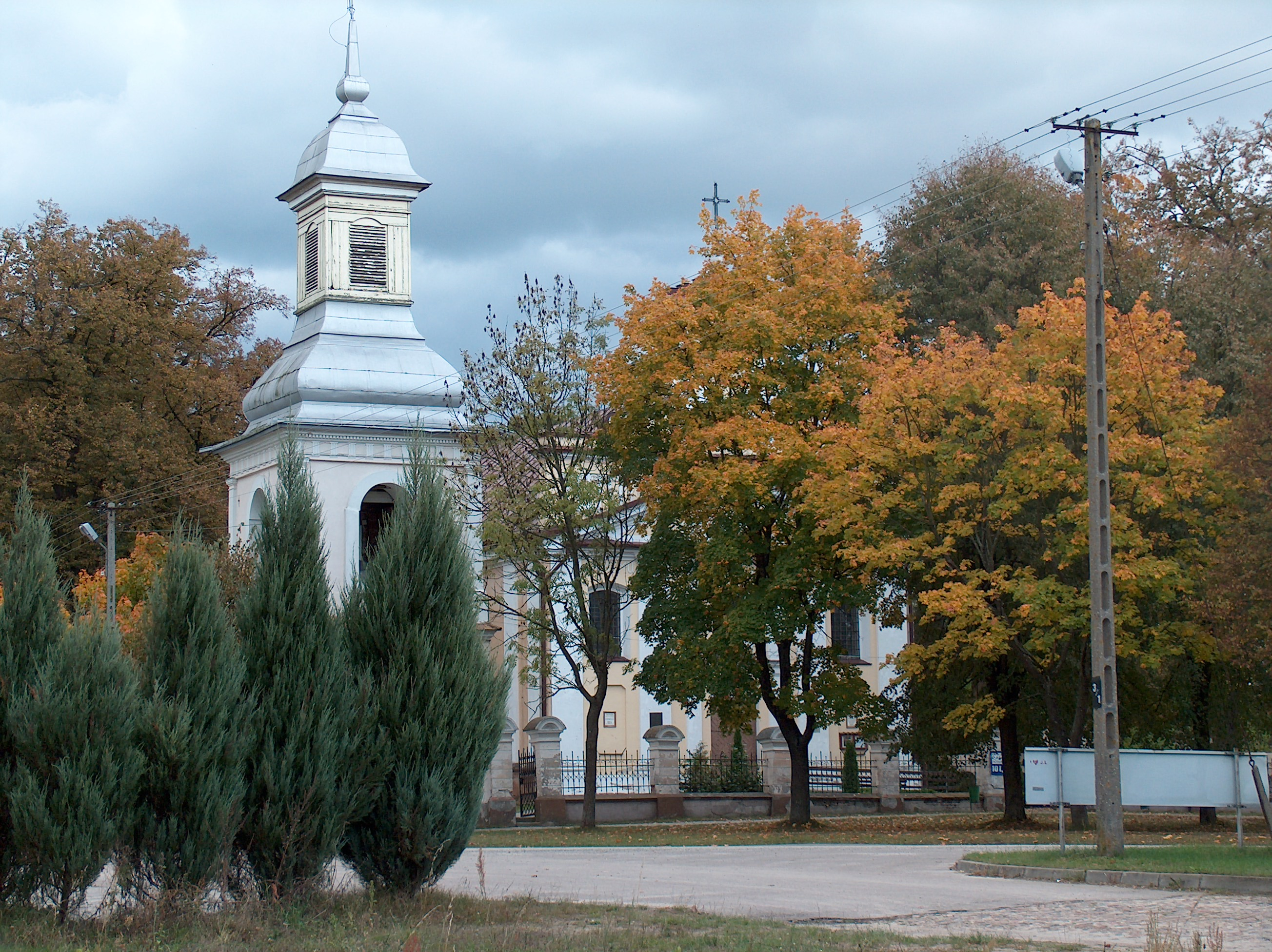
Kościół Trójcy Świętej
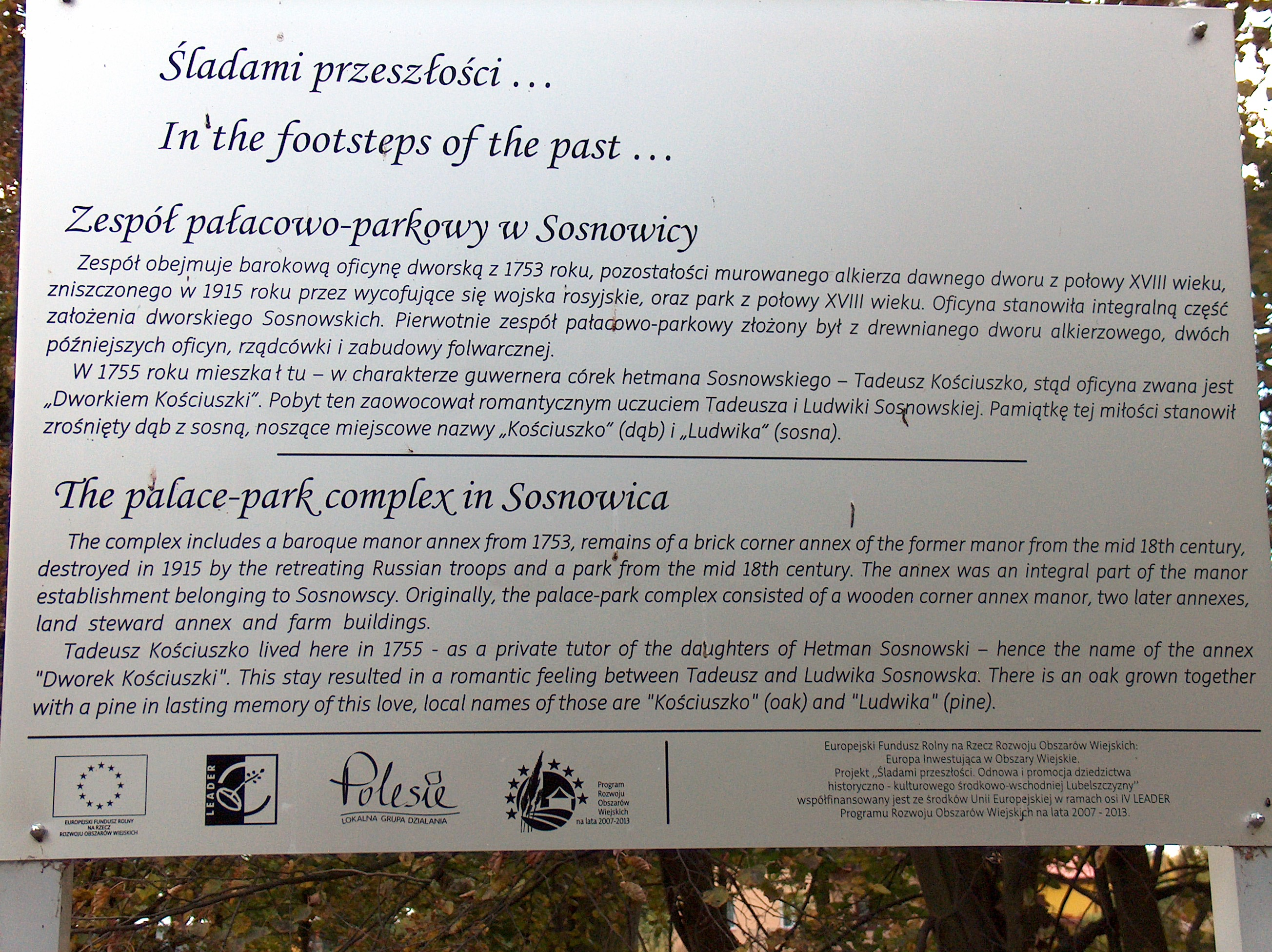
Tablica informująca o pobycie Tadeusza Kościuszki w Sosnowicy